# إنريكي غوميز كوريا
إنريكي غوميز كوريا (بالإسبانية: Enrique Gómez Correa)‏ هو دبلوماسي ومحامي وكاتب وشاعر تشيلي، ولد في 15 أغسطس 1915 في تالكا في تشيلي، وتوفي في 27 يوليو 1995 في سانتياغو في تشيلي.